# Rue de l'Esquile
La rue de l'Esquile (en occitan : carrièra de l'Esquila) est une voie de Toulouse, chef-lieu de la région Occitanie, dans le Midi de la France.

## Situation et accès

### Description
La rue de l'Esquile est une voie publique. Elle se trouve dans le quartier Arnaud-Bernard, dans le secteur 1 - Centre.
Longue de 123 mètres, elle naît perpendiculairement à la rue des Lois, au niveau de la place Yitzhak-Rabin. Elle reçoit la rue des Pénitents-Gris à droite. Elle se termine au croisement de la rue du Taur.
La chaussée compte une seule voie de circulation automobile en sens unique. Elle appartient dans sa première partie, jusqu'à la rue des Pénitents-Gris, à une zone de rencontre, où la circulation est limitée à 20 km/h, et au-delà, jusqu'à la rue des Lois, à une aire piétonne, où la circulation est réglementée et la vitesse limitée à 6 km/h. Il n'existe ni bande, ni piste cyclable, quoiqu'elle soit à double-sens cyclable sur toute sa longueur.

### Voies rencontrées
La rue de l'Esquile rencontre les voies suivantes, dans l'ordre des numéros croissants (« g » indique que la rue se situe à gauche, « d » à droite) :
1. Place Yitzhak-Rabin (g)
2. Rue des Lois (d)
3. Rue des Pénitents-Gris (d)
4. Rue du Taur

### Transports
La rue de l'Esquile n'est pas desservie directement par les transports en commun Tisséo. Elle se trouve cependant à proximité immédiate de la rue du Taur, parcourue par la navette Ville. C'est au square Charles-de-Gaulle que se trouve la station Capitole de la ligne de métro .
Il existe également une station de vélos en libre-service VélôToulouse : la station no 13 (1 rue de l'Esquile).

## Odonymie
La rue de l'Esquile tient son nom du collège de l'Esquile, un des collèges de l'université médiévale de Toulouse, qui fut fondé en 1417. En 1551, après un édit du roi Henri II qui ordonnait la réorganisation de tous les collèges de la ville, les bâtiments furent détruits et reconstruits par l'architecte Nicolas Bachelier. En 1794, pendant la Révolution, le collège de l'Esquile fut fermé et la rue prit le nom de rue de l'Éloquence, qui ne fut cependant pas conservé.

## Patrimoine et lieux d'intérêt

### Collège de l'Esquile
Classé MH (1910, porte de l'Esquile) et  Inscrit MH (1990, chapelle).
Le grand corps de bâtiment à l'angle de la rue des Lois et de la place Yitzhak-Rabin s'appuie sur un bâtiment médiéval plus ancien, probablement du XIIIe ou XIVe siècle, mais il est profondément remanié par les maçons Guillaume Cazeneuve et Michel Boyer entre 1554 et 1558, avant d'être surélevé d'un étage lors de la deuxième campagne de travaux menée par Gabriel Cazes en 1678-1679.
Le corps de bâtiment sur la rue de l'Esquile est édifié en 1701-1702 dans un grand style classique. Le grand portail est voûté en plein cintre, en pierre et brique alternée. Il est encadré de deux paires de pilastres à chapiteaux ioniques, qui supportent un entablement où sont gravés les blasons des huit capitouls de l'année. Le portail donne accès à une cour, aménagée entre les XVIIe et XVIIIe siècles. À l'est s'élève la chapelle, construite en 1608. Le corps de bâtiment à l'ouest a été construit par Gabriel Cazes en 1678-1679, tandis que le bâtiment au nord a été élevé au XIXe siècle. Les baies sont en plein cintre au rez-de-chaussée et rectangulaires aux étages.

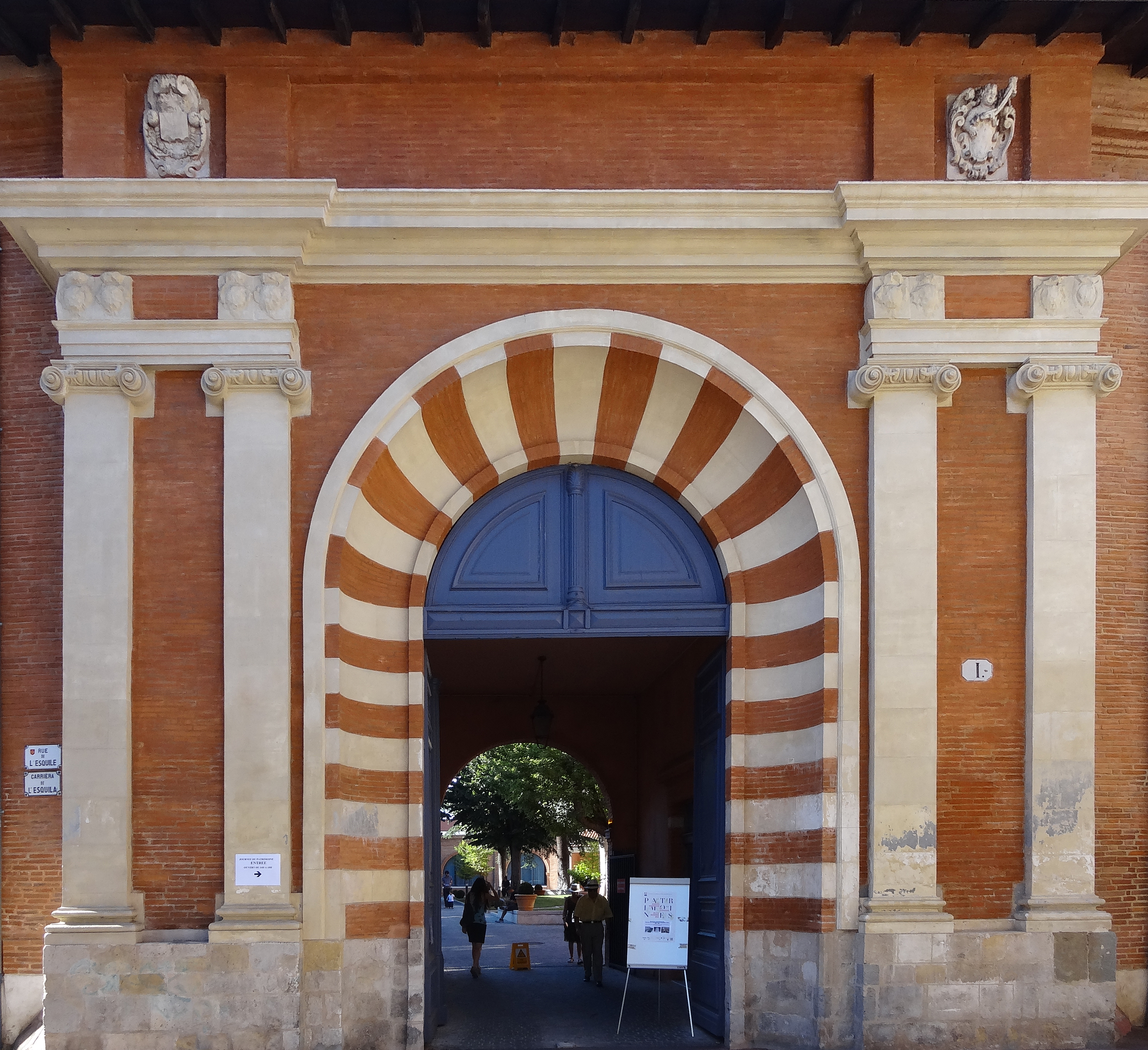
Portail du collège de l'Esquile.
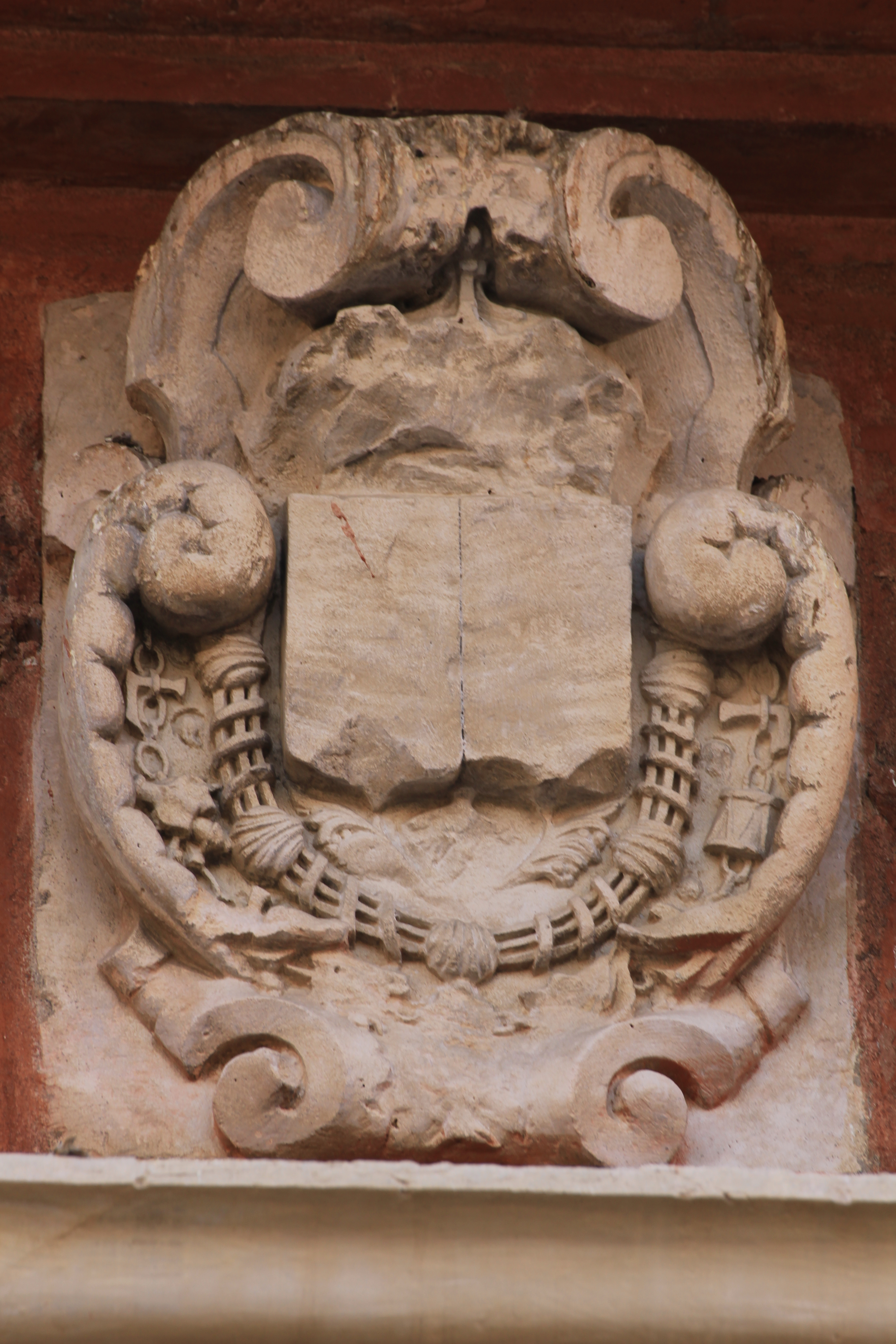
Détail du portail : les armes martelées de France et de Navarre.
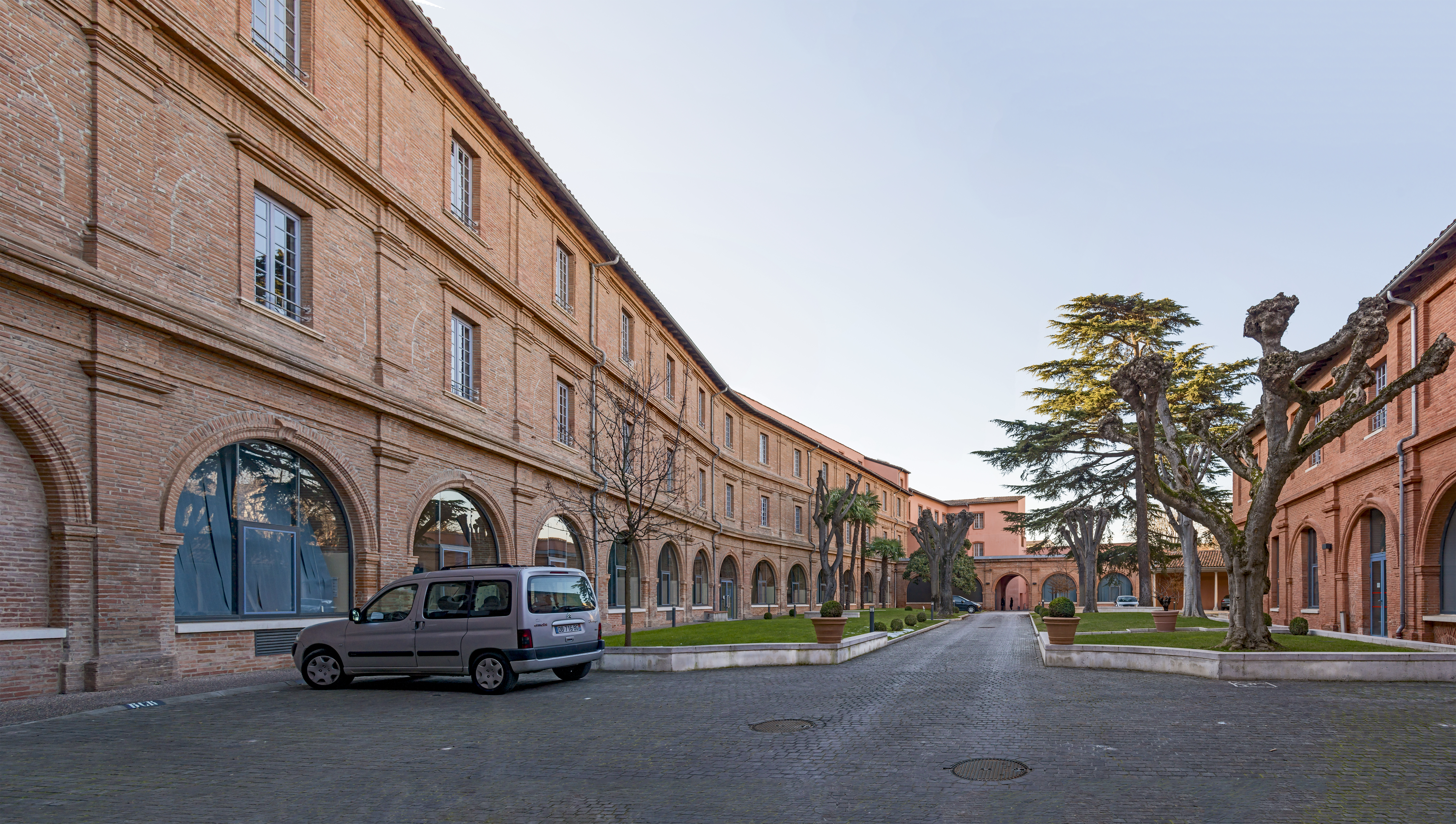
Grande cour intérieure du collège.

### Immeubles

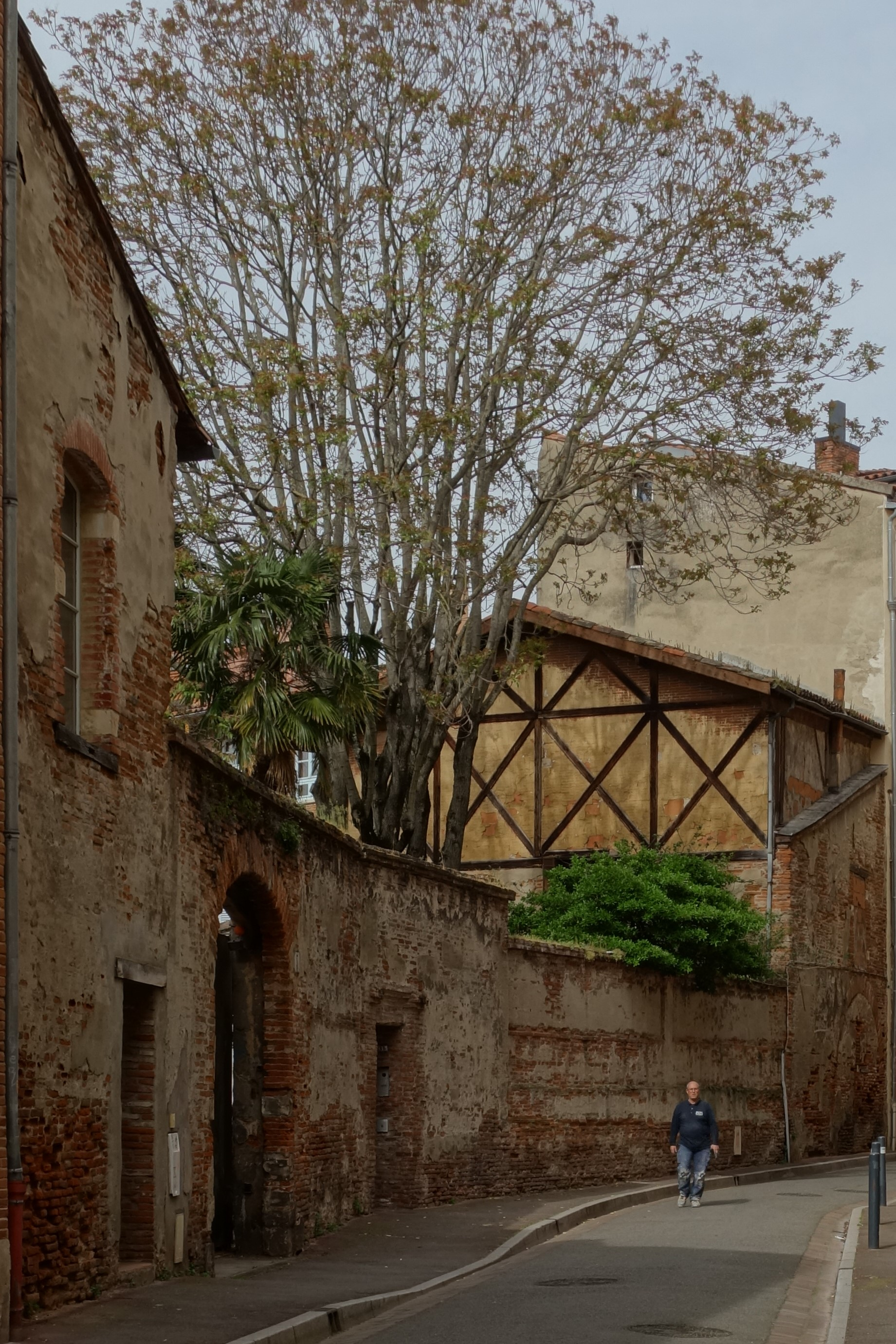
no 3-3 bis : hôtel de Caylus.

- no  3-3 bis : hôtel de Caylus.
L'hôtel est construit au cours du XVIIIe siècle pour la famille Caylus. Il s'élève entre la rue du Taur, où se trouve sa façade et son entrée principales (actuel no 65), et la rue de l'Esquile. C'est sur cette dernière que s'élève un bâtiment de fond de cour, à deux étages. Sur la rue, le mur est ouvert d'une grande arcade bouchée et d'une fenêtre à linteau en bois. Sur la cour, le rez-de-chaussée possède des ouvertures segmentaires, tandis que les étages sont décorés d'un faux pan de bois de la première moitié du XXe siècle[6].

- no  10 : immeuble. 
L'immeuble, de style moderne, est construit en 1954 sur les plans des architectes Michel Bescos et Alexandre Labat. La façade en béton est couverte d'un plaquis de brique. Le rez-de-chaussée est mis en valeur par une frise de céramique de type Vallauris de Max et Dominique Picard[7].